# Lawrence Summers
Lawrence Henry (Larry) Summers (New Haven (Connecticut), 30 november 1954) is een Amerikaans econoom, hoogleraar en politicus van de Democratische Partij. Hij was de 75e minister van Financiën van 1999 tot 2001 onder president Bill Clinton. Van 2009 tot eind 2010 was hij de 8e directeur van de Nationale Economische Raad. Als zodanig was Summers een van Obama's belangrijkste adviseurs en maakte hij deel uit van de Executive Office of the President.
Summers was van 1991 tot 1993 hoofdeconoom van de Wereldbank en van 2001 tot 2006 president van de Harvard-universiteit. Voorts is hij professor aan de Kennedy School of Government van Harvard. Als econoom is Summers werkzaam op een breed terrein, van openbare financiën tot macro-economie en voorstander van een empirische lijn.
Zijn uitspraken werden hem niet altijd in dank afgenomen; zo moest hij aftreden als president van Harvard, onder meer vanwege zijn verklaring waarom meer mannen dan vrouwen topposities innemen in wetenschap en techniek. Hij bekritiseerde de verlaging van de kredietwaardigheid van het land door kredietbeoordelaar Standard & Poor's, van AAA naar AA-plus, hij waarschuwde dat de Verenigde Staten in een nieuwe recessie terecht kunnen komen. Hij benadrukte dat de Verenigde Staten in staat zijn om de rekeningen te betalen en herhaalde het eerder uitgesproken standpunt van het Witte Huis dat de verlaging van de kredietwaardigheid door Standard & Poor's gebaseerd is op verkeerde berekeningen.
In 2013 maakte Summers een kans om Ben Bernanke bij de Federal Reserve op te volgen. Vier Democratische senatoren die in het bankencomité van de Senaat zitten, hadden al aangegeven tegen Summers te zullen stemmen. Dat comité mag als eerste beslissen of ze akkoord gaat met de nominatie van de president. Democraten spraken ook hun voorkeur uit voor Janet Yellen, een partijgenoot. Summers kreeg ook tegenstand van meer dan tweehonderd economen die in een open brief steun aan Yellen betuigden. Vanwege de verwachte tegenwerking trok Summers medio september 2013 zijn kandidatuur voor de positie in. 
- Bibliothèque nationale de France: cb12283354x (data)
- CiNii: DA0180938X
- Gemeinsame Normdatei: 132387972
- International Standard Name Identifier: 0000 0000 7832 2617
- Library of Congress Control Number: n79047451
- Mathematics Genealogy Project: 209254
- National Archives and Records Administration: 10582823
- Bibliotheek van het Japanse parlement: 001325420
- Nationale Bibliotheek van Tsjechië: jo2008464807
- Nationale Bibliotheek van Israël: 987007278310205171
- Nederlandse Thesaurus van Auteursnamen: 068225695
- SNAC: w6kn34xj
- Système universitaire de documentation: 031660436
- Virtual International Authority File: 51751591
- WorldCat: E39PBJyCHwYWRYTGVwhHVYkCcP